# Траттенбах
Траттенбах (нем. Trattenbach) — коммуна (нем. Gemeinde) в Австрии, в федеральной земле Нижняя Австрия. 
Входит в состав округа Нойнкирхен.  Население составляет 562 человека (на 31 декабря 2005 года). Занимает площадь 30,86 км². Официальный код  —  31841.

## Политическая ситуация
Бургомистр коммуны — Эрнст Шабауэр (АНП) по результатам выборов 2005 года.
Совет представителей коммуны (нем. Gemeinderat) состоит из 15 мест.
- АНП занимает 11 мест.
- СДПА занимает 3 места.
- АПС занимает 1 место.